# Agriotes ustulatus
Agriotes ustulatus es una especie de escarabajo del género Agriotes, tribu Pomachiliini, familia Elateridae. Fue descrita científicamente por Schaller en 1783.
Se distribuye por Suiza, Austria, Francia, Alemania, Países Bajos, Eslovenia, Italia, Serbia, Federación Rusa, Bosnia y Herzegovina, Chequia, Estonia, 
Polonia, Luxemburgo, Ucrania, Bélgica, Croacia, Eslovaquia, Bulgaria, Finlandia, Hungría, Dinamarca, España, Grecia, Liechtenstein y Montenegro. La especie se mantiene activa durante los meses de enero, febrero, abril, mayo, junio, julio, agosto, septiembre y octubre.